# 白鳩 (インターネット通販)
株式会社白鳩（しろはと 英: Shirohato Co.,Ltd.）は、京都府京都市伏見区にある、下着専門の通信販売会社である。歯愛メディカルの連結子会社。

## 会社概要
インナーウェアのEコマース（インターネット通販）事業を展開している。取扱いアイテム数は、レディース、メンズ合計で約10,000品番以上。取扱いブランド数においても、国内と海外を含め175ブランドをラインアップしている。
新経済連盟に加盟している。

## 主な仕入取引先
株式会社ワコール、グンゼ株式会社、トリンプインターナショナルジャパン株式会社、株式会社マッシュスタイルラボ、岡本株式会社、アツギ株式会社 他162社

## 沿革
- 1974年（昭和49年）8月 - 現代表取締役会長 池上勝が衣料品等の販売を目的とし、株式会社白鳩を設立
- 1976年（昭和51年）3月 - 靴下の通信販売を開始
- 1984年（昭和59年）3月 - 実店舗　アバンティ店（京都アバンティ）開店
- 1995年（平成7年）10月 - 自社サイトにてインターネット通信販売開始
- 1999年（平成11年）11月 - インターネットショッピングモール 楽天市場レディース店出店
- 2004年（平成16年）12月 - インターネットショッピングモール 楽天市場「メンズインナーADIEU」出店
- 2005年（平成17年）3月 - 携帯公式サイト開設
- 2005年（平成17年）3月 - インターネットショッピングモールYahoo!ショッピング出店
- 2006年（平成18年）6月 - インターネットショッピングモール「ビッターズ」(現：Wowma!/旧DeNAショッピング)出店
- 2009年（平成21年）8月 - オンライン通販サイト「Amazon.co.jp」　出店
- 2011年（平成23年）11月 - 京都市伏見区竹田向代町21に本社及び商品配送センターを移転。
- 2012年（平成24年）
  - 8月 - スマートフォン公式サイト開設
  - 10月 - インターネットショッピングモール「Rakuten BELANJA ONLINE」(インドネシア)出店
- 2013年（平成25年）
  - 6月 - インターネットショッピングモール Qoo10出店
  - 7月 - インターネットショッピングモール「天猫国際」（Tmall.hk）(中国)出店
- 2014年（平成26年）
  - 2月  - グローバル公式サイト開設。インターネットショッピングモール「Rakuten.com.sg」(シンガポール)出店
  - 4月23日 - 東京証券取引所JASDAQ市場へ上場
  - 9月3日 - インターネットショッピングモールQoo10(シンガポール店)出店
- 2016年（平成28年）10月31日 - 小田急電鉄株式会社と資本業務提携契約を締結[6]
- 2016年（平成28年）11月18日 - 小田急電鉄株式会社が第三者割当増資の引受と市場からの株式取得で、議決権所有割合20.21%の株式を取得し、その他の関係会社となる[7]
- 2017年（平成29年）
  - 6月 - インターネットショッピングモール 「ポンパレモール」出店
  - 11月28日 - 池上 勝　代表取締役会長に就任、池上 正　代表取締役社長に就任
- 2018年（平成30年）
  - 3月6日 - 小田急電鉄株式会社との間における資本業務提携契約の見直しにより、小田急電鉄の子会社となる[8]
  - 10月11日 - インターネットショッピングモール 「LOHACO」出店
- 2018年（平成30年）11月8日 - オリジナルルームウェアブランド「blooming FLORA」がインターネットショッピングモール 「ZOZOTOWN」出店
- 2019年（平成31年）3月1日 - 東京営業所を開設（株式会社白鳩　ラヴィアドゥ事業部）
- 2020年（令和2年）
  - 3月19日 - 池上勝　代表取締役会長兼社長に就任
  - 8月20日 - 京都市伏見区竹田向代町22に本社及び商品配送センターを移転。
- 2021年（令和3年）4月1日 - 池上勝　代表取締役会長に就任、服部理基 代表取締役社長に就任
- 2023年（令和5年）
  - 3月31日 - 小田急電鉄株式会社との資本業務提携契約を解消。小田急電鉄の子会社から持分法適用関連会社となる[9]
  - 12月25日 - 株式会社歯愛メディカルが小田急電鉄株式会社から株式33.21%を取得。同時に歯愛メディカルのその他関連会社となる[10][11]。
- 2024年（令和6年）
  - 12月13日 - 株式会社歯愛メディカルによる株式公開買付けが成立[3]。
  - 12月20日 - 株式会社歯愛メディカルの連結子会社となる[12]。